# فرودگاه میلر (ایندیانا)
فرودگاه میلر (ایندیانا) (به انگلیسی: Miller Airport (Indiana)) یک فرودگاه همگانی بهره‌برداری هوایی است که یک باند فرود چمن دارد و طول باند آن ۷۹۲ متر است. این فرودگاه در شهر بلافتون، ایندیانا کشور ایالات متحده آمریکا قرار دارد و در ارتفاع ۲۵۸ متری از سطح دریا واقع شده‌است.